# Jazbina
 Ovo je glavno značenje pojma Jazbina. Za druga značenja pogledajte Jazbina (razdvojba).
Jazbina je naselje u Republici Hrvatskoj, u sastavu Općine Desinić, Krapinsko-zagorska županija. 

## Stanovništvo
Prema popisu stanovništva iz 2001. godine, naselje je imalo 53 stanovnika te 22 obiteljskih kućanstava.
| broj stanovnika | 191   | 209   | 190   | 140   | 173   | 219   | 124   | 147   | 133   | 145   | 120   | 90    | 67    | 45    | 53    | 36    | 28    |
|                 | 1857. | 1869. | 1880. | 1890. | 1900. | 1910. | 1921. | 1931. | 1948. | 1953. | 1961. | 1971. | 1981. | 1991. | 2001. | 2011. | 2021. |